# Iridomyrmex krakatauae
Iridomyrmex krakatauae är en myrart som beskrevs av Wheeler 1924. Iridomyrmex krakatauae ingår i släktet Iridomyrmex och familjen myror. Inga underarter finns listade i Catalogue of Life.